# Mộ Dung Khác
Mộ Dung Khác (chữ Hán: 慕容恪, ?–367), tên tự là Huyền Cung (玄恭), là tôn thất, người nhiếp chính ở nước Tiền Yên, một trong mười sáu nước Ngũ Hồ trong lịch sử Trung Quốc.

## Thân thế
Mộ Dung Khác là con trai thứ tư của Mộ Dung Hoảng, thủ lĩnh người Tiên Ti cát cứ ở miền bắc Trung Quốc với bà Cao thị. Trong hoàn cảnh nhà Tấn suy yếu, nhiều nước ở phía bắc nổi dậy, Mộ Dung Hoảng đã xưng tước Yên vương và trở nên độc lập với triều đình nhà Tấn ở Kiến Khang.
Mộ Dung Khác từ thuở nhỏ đã có tình thận trọng, có đức độ, tuy nhiên do mẹ không được yêu nên ông cũng không được Mộ Dung Hoảng coi trọng. Chỉ đến năm 15 tuổi, ông mới được tham gia điều hành quân đội và bắt đầu thể hiện tài năng của mình.

## Chiến tướng người Tiên Ti
Sau lần xuất chinh đầu tiên, Mộ Dung Khác bắt đầu được cha coi trọng và cất nhắc. Năm 338, vua Hậu Triệu là Thạch Hổ mở cuộc tấn công vào Cức Thành, bị quân Yên đánh, phải rút lui. Mộ Dung Hoảng nhân đó phái Mộ Dung Khác đem 2000 quân truy kích quân Triệu, giành được đại thắng, giết hơn tám vạn quân Triệu và đẩy quân Triệu về nước, sau đó xây Phàm Thành phòng thủ.
Năm 341, Mộ Dung Khác được phong chức Độ Liêu tướng quân và được giao nhiệm vụ trấn thủ vùng Bình Quách. Khi đến nơi, ông vỗ an dân chúng và rất được tín nhiệm. Nhiều lần Mộ Dung Khác đẩy lui được quân Cao Câu Ly, góp phần an định vùng Liêu Đông, làm Cao Câu Ly lo sợ không dám tiến công xâm phạm nữa. Do chiến công này, Mộ Dung Khác được đánh giá là vị tướng xuất sắc, nối tiếp vai trò của hai người chú là Mộ Dung Hàn và Mộ Dung Nhân. Đến năm 343, Cao Câu Ly đành phải xưng thần với nước Yên.
Năm 345, Mộ Dung Khác một lần nữa tiến quân đánh Cao Câu Ly, vây và chiếm được thành Nam Tô và lưu quân trấn thủ ở đấy. Năm 346 bắt được vua Phù Dư và hơn 5 vạn người trong bộ lạc.

## Tham gia chinh phạt Trung Nguyên
Năm 348, Mộ Dung Hoảng qua đời, Mộ Dung Tuấn lên kế vị. Trước khi mất, Mộ Dung Hoảng căn dặn thế tử phải trọng dụng Mộ Dung Khác. Vì thế nên sau khi cha mất, ông vẫn được đối đãi tốt và được tin dùng.
Lúc đó ở Hậu Triệu, năm 349, Thạch Hổ băng, các con cháu tranh giành ngôi vị khiến quốc gia nội loạn, Mộ Dung Tuấn bèn này sinh ý định chinh phạt Trung Nguyên. Cùng năm đó, Tuấn phái Mộ Dung Khác làm Phụ quốc tướng quốc, cùng Phụ Nghĩa tướng quân Dương Vụ và Phụ Bất tướng quân Mộ Dung Bình, cùng xưng là Tam phụ, tuyển hơn 20 vạn tinh binh, chuẩn bị tiến đánh Hậu Triệu. Năm 350, quân Yên chia tam lộ, tiến về phía nam. Mộ Dung Tuấn được phong làm tiên phong, đem quân công đánh Kế Thành. Năm sau, 351, Mộ Dung Khác lại tấn công Trung Sơn của nước Nhiễm Ngụy. Tướng giữ Trung Sơn là thái thú Hầu Kham và thuộc tướng Bạch Đồng cố thủ không ra, Mộ Dung Khác bèn để lại một bộ phận tiếp tục tấn công, bộ phận khác tiến sang quận Thường Sơn. Sau đó ông cùng tướng Nhiễm Ngụy đã đầu hàng hội quân trở lại Trung Sơn. Lần này, Mộ Dung Khác nhanh chóng giành được thắng lợi, giết Bạch Đồng và buộc Hầu Kham đầu hàng, rồi dời thổ hào ở đó hơn 10 nhà đến Kế Thành.
Năm 352, vua Nhiễm Ngụy là Nhiễm Mẫn đưa quân đánh nước Hạ Tướng rồi tiêu diệt nước Hậu Triệu, sau đó tiến đánh các quận Trung Sơn, Thường Sơn vừa bị chiếm. Mộ Dung Khác bèn xuất binh đánh Nhiễm Ngụy, tiến đến Liêm Đài. Biết Nhiễm Mẫn là người dũng mạnh nhưng vô mưu, ông bèn nghe theo kế của Tham quận Cao Khai, dùng kế lừa bộ binh của Nhiễm Mẫn đi vào vùng bình nguyên, sau đó dùng kị binh tiến đánh, khiến cho Nhiễm Mẫn phải đại bại. Trong trận chiến, ngựa của Nhiễm Mẫm đột nhiên chết, ông ta ngã xuống và bị bắt. Cuối cùng Nhiễm Mẫn thất bại và bị quân Yên bắt sống. Sau đó ông giết tướng Nhiễm Ngụy là Kim Quang, chiếm lại quận Thường Sơn, rồi rút về Trung Sơn theo lệnh của Mộ Dung Tuấn. Không lâu sau, Mộ Dung Khác đưa quân tấn công Nghiệp Thành, chính thức tiêu diệt Nhiễm Ngụy, sáp nhập vào lãnh thổ Tiền Yên. Về sau, ông còn đưa quân đánh bại quân phản loạn của Vương Ngọ, Lã Hộ, Lý Độc và Tô Lâm.
Năm 352, Mộ Dung Tuấn chính thức xưng Yên đế, lập ra nước Tiền Yên. Mộ Dung Khác được phong làm Thị trung, Vệ tướng quân. Sang năm 354, ông lại được thăng làm Đại tư mã, Thị trung, Đại đô đốc, Lục thượng thư sự, tước Thái Nguyên vương.
Năm 355, Mộ Dung Khác đưa quân tiến đánh Đoàn Kham của bộ tộc Đoàn. Sang năm 356, quân của ông vượt Hoàng Hà, đánh tan quân họ Đoàn, tiến đến Quảng Cố và xuất quân công thành. Các tướng dưới trướng Đoàn Kham và Vương Đằng, Tiết Vân về hàng quân Yên. Về sau Đoàn Kham do hết lương, không thể cố thủ phải ra thành nghiêm chiến, bị Mộ Dung Khác đánh bại phải rút về thành rồi đầu hàng.

## Nhiếp chính
Năm 359, Mộ Dung Tuấn bị bệnh, bèn triệu Mộ Dung Khác đến, khuyên ông rằng thái tử Mộ Dung Vĩ còn nhỏ dại, không thể trị nước và quyết định giao ngôi vua cho ông, nhưng ông không đồng ý, bảo rằng mình cũng có thể phò tá cho Mộ Dung Vĩ. Vì thế Mộ Dung Tuấn từ bỏ ý định này.
Năm 360, bệnh tình của Mộ Dung Tuấn trở nặng, bèn triệu Mộ Dung Khác cùng Tư đồ Mộ Dung Bình, Tư không Vương Vụ và Lĩnh quân tướng quân Mộ Dư Căn cùng phụ chính cho Mộ Dung Vĩ mới 10 tuổi. Mộ Dung Khác được thăng làm Thái tể, Lục thượng thư sự và là người nắm nhiều quyền lực nhất. Tuy nhiên, sau khi Mộ Dung Tuấn mất, thái sư Mộ Dư Căn ý công lao, sinh ra kiêu ngạo, không phục Mộ Dung Khác và khởi binh làm loạn. Ngô vương Mộ Dung Thùy (em trai thứ năm của Mộ Dung Khác) khuyên khoan ông giết chết Mộ Dư Căn để yên ổn tình hình trước. Do đó Mộ Dung Khác tạm bỏ qua việc này. Tuy nhiên, Mộ Dư Căn không chịu bỏ qua, lại thượng tấu với thái hậu Khả Tồn Húc và Mộ Dung Vĩ rằng Mộ Dung Khác muốn đoạt ngôi, xin cho mình đưa quân trừ đi, nhưng Mộ Dung Vĩ không nghe. Cùng thời điểm đó, Tiền Yên đã dời đô từ Long Thành tới Nghiệp Thành mà Mộ Dư Căn còn nhớ tới quê cũ, lại xin thái hậu dời đô về Long Thành. Việc dời đô này làm ảnh hưởng đến việc nước Yên chinh phạt Trung Nguyên. Mộ Dung Khác biết được bèn cùng Mộ Dung Bình kể tội Mộ Dư Căn và diệt tộc ông này.
Hoàng đế nhỏ tuổi mà trong cung vừa có biến loạn, nhưng Mộ Dung Khác vẫn sinh hoạt như thường, không hề tăng thêm quân phòng vệ để làm an định lại tình hình. Thấy ở Nghiệp Thành khó tiếp cận được với các châu quận khác, nên cuối 360, Mộ Dung Khác cử Mộ Dung Thùy đến phía nam, vùng Trấn Lễ Đài cùng Phó Nhan đưa quân đánh dẹp các cuộc bạo loạn sau cái chết của Mộ Dung Tuấn, do đó tình hình lại yên ổn.

## Chiếm Lạc Dương
Mộ Dung Khác muốn tiến cử người thân tín là Lý Tích vào triều làm quan, nhưng bị Mộ Dung Vĩ cự tuyệt, cuối cùng Tích chết trong uất ức.
Năm 361, Lữ Hộ phản Yên, đầu hàng nhà Đông Tấn. Mộ Dung Khác bèn cùng Hoàng Phủ Chân đem đại quân thảo phạt, cuối cùng đánh tan quân Lã Hộ. Cùng năm đó, Đinh Tiến, nịnh thần được Mộ Dung Vĩ quý mến tên là Đinh Tiến thuyết phục Mộ Dung Khác giết chết Mộ Dung Bình. Mộ Dung Khác giận dữ cho giết chết Đinh Tiến.
Những năm tiếp theo, Mộ Dung Khác tiếp tục đưa quân nam tiến, chiếm được các quận Hứa Xương, Nhữ Nam, làm cô lập thành Lạc Dương (vừa bị nhà Tấn giành được). Năm 365, Mộ Dung Khác cùng Mộ Dung Thùy chính thức tiến công Lạc Dương, đánh bại tướng giữ Lạc Dương Trần Hựu, khiến Hựu bỏ chạy. Sau đó ông đem quân vào thành, giết chết Trầm Kinh, tướng ở lại cố thủ và đoạt được Lạc Dương, sáp nhập vào lãnh thổ Tiền Yên.

## Qua đời
Năm 366, Mộ Dung Khác và Mộ Dung Bình muốn bỏ quyền nhiếp chính, giao triều đình lại cho Mộ Dung Vĩ nhưng Vĩ từ chối.
Mộ Dung Khác từng nhiều lần tiến cử Mộ Dung Thùy với Mộ Dung Vĩ nhưng không được chấp nhận. Năm 367, Mộ Dung Khác bệnh nặng. Biết khó qua khỏi, lại nhận thấy tài năng của Mộ Dung Thùy. nên ông tiếp tục tiến cử lên cho Mộ Dung Vĩ làm Đại tư mã, thay mình chấp chính. Tuy nhiên do Mộ Dung Vĩ không thể quyết định chính sự còn Mộ Dung Bình đố kị với Mộ Dung Thùy nên sau cùng Mộ Dung Thùy không được tín nhiệm và phải chạy sang Tiền Tần.
Cùng năm đó Mộ Dung Khác qua đời, được truy tặng thụy hiệu là Thái Nguyên Hoàn vương. Mộ Dung Bình trở thành người nhiếp chính.
Sau cái chết của ông, Phù Kiên của Tiền Tần nhanh chóng lập kế hoạch công đánh Tiền Yên, cuối cùng đến năm 370, Tiền Yên bị Tiền Tần diệt.

## Gia đình
- Cha: Mộ Dung Hoảng
- Mẹ: Cao thị
- Anh em
  - Yên Cảnh Chiêu Đế Mộ Dung Tuấn
  - Mộ Dung Tuân
  - Ngô vương Mộ Dung Thùy, sau lập ra nhà Hậu Yên
  - Phạm Dương vương Mộ Dung Hữu
  - Hạ Bi vương Mộ Dung Lệ
  - Nhạc Lang vương Mộ Dung Độ
  - Lư Giang vương Mộ Dung Nghi
  - Nghi Đô vương Mộ Dung Hoàn
  - Lâm Hạ vương Mộ Dung Đãi
  - Hà Gian vương Mộ Dung Huy
  - Lịch Dương vương Mộ Dung Long
  - Bắc Hải vương Mộ Dung Nạp
  - Linh Lăng vương Mộ Dung Tú
  - An Phong vương Mộ Dung Nhạc
  - Lương công Mộ Dung Đức, vua khai quốc nhà Nam Yên
  - Thủy An công Mộ Dung Mặc
  - Nam Khang công Mộ Dunng Lũ
  - Chương Vũ vương-Nhạc Lang vương Mộ Dung Trụ
- Con cái
  - Thái Nguyên vương Mộ Dung Giai
  - Mộ Dung Túc, bị Phù Kiên giết năm 384
  - Trần Lưu vương Mộ Dung Thiệu, mất 395
- Cháu xa
  - Mộ Dung Thiệu Tông, tướng quân nhà Đông Ngụy

## Đánh giá
Mộ Dung Khác là người trầm tĩnh, nghiêm nghị, có tài trị quốc, lại tận trung với triều đình Tiền Yên, được hậu thế đánh giá cao như Đoàn Bi, Vương Mãnh. Thôi Hạo đời Bắc Ngụy so sánh ông với Hoắc Quang đời nhà Hán.